# Helen Taylor Thompson
Helen Taylor Thompson   (9 d'agost de 1924 - 6 de setembre de 2020) va ser una treballadora britànica amb codis secrets durant la Segona Guerra Mundial. Més tard va cofundar el primer hospital contra la sida a Europa. Va ser escollida per a la llista 100 Women BBC el 2018.
Thompson va estar involucrada en l'enviament de missatges codificats a la Direcció d'Operacions Especials durant la Segona Guerra Mundial. Va signar la legislació oficial de secrets quan tenia 19 anys i va haver de guardar els detalls del seu treball per a ella mateixa. Thompson va guanyar notorietat pública el 1952 quan es va fer membre del consell de l'Hospital Mildray. L'any 1988 l'hospital havia de tancar, però va dirigir una campanya per mantenir-lo obert i el va convertir en el primer hospital d'Europa contra la sida. Ella en va ser en la presidenta.
El 1995 va formar la Community Action Network, juntament amb Adele Blakebrough i Andrew Mawson, amb qui va organitzar un àpat, conegut com el Great Banquet, en què hi van participar 33.000 persones. La Community Action Network es va fundar oficialment el 1998 i dona suport a altres organitzacions benèfiques. L'hospital Mildmay va continuar sent un hospici contra la sida i va obrir un nou edifici el 2014.
El 2018 va ser escollida per formar part de la llista 100 Women BBC.